# Aeronautica Militare Italiana
L'Aeronautica Militare Italiana (de vegades abreujada com AMI), és l'actual força aèria d'Itàlia, un dels quatre components de les Forces Armades d'Itàlia. Encara que existent anteriorment amb alguns noms com Servizio Aeronautico (1913 - 1915) o Arma Azzurra ('Cos blau'), va ser fundada com a arma independent el 28 de març de 1923 per decret real del rei Víctor Manuel III amb el nom de Regia Aeronautica ('Aeronàutica Reial'). El nom actual, Aeronautica Militare, va ser donat després de la Segona Guerra Mundial, el 1946, quan Itàlia es va establir com a república.

## Història
L'ús bèl·lic de les aeronaus per part d'Itàlia va començar molt primerenc: durant la guerra d'Etiòpia (1887?1888) van ser utilitzats globus aerostàtics com a mètode d'observació. Ja en la guerra de Líbia (1911?1912) es van utilitzar dirigibles i avions com a recursos ofensius.
Durant la Primera Guerra Mundial (1914-1918) l'aviació militar italiana, igual que totes les dels països bel·ligerants, va experimentar un gran creixement i modernització malgrat que encara es trobava sota comandament directe de l'exèrcit italià. Van executar múltiples missions de bombardeig en la costa del mar Adriàtic.
La importància que van adquirir les forces aèries de tot el món com a arma poderosa i temible va fer que, el rei Víctor Manuel III, un any després de l'ascens del feixisme, considerés oportú separar el comandament de l'exèrcit del de l'aviació en 1923, creant-se a més la figura del ministre de l'aviació.

### Regia Aeronautica (1923 - 1943)
La Regia Aeronautica (denominada així entre 1923 i 1943) va participar activament en la Guerra Civil Espanyola (1936-1939), donant suport al bàndol revoltat del General Franco.
Però segurament el moment àlgid de la Regia Aeronautica es va viure durant la Segona Guerra Mundial. Van ser milers d'avions els empleats per Mussolini com a integrant del Eix (Alemanya-Japó-Itàlia) en diverses campanyes: Nord d'Àfrica, front rus, campanya d'Etiòpia i assalt aliat a Itàlia. Al final del conflicte mundial la Regia Aeronautica va perdre gran part del seu arsenal.

### Aeronautica Nazionale Repubblicana (1943 - 1945)
Amb l'arribada de la República Social d'Itàlia en 1943, la Regia Aeronautica va ser rebatejada (el 10 d'octubre) com l'efímera Aeronautica Nazionale Repubblicana (en català literalment: Aeronàutica Nacional Republicana) ja que només viuria 2 anys més. Amb Ernesto Botto en el Ministeri de l'Aire, aquesta força aèria va lluitar i va estar organitzada estretament amb la Luftwaffe, especialment en el nord d'Itàlia.
Les últimes accions d'aquesta força aèria es van donar a l'abril de 1945, pràcticament fins a la mateixa data de la insurrecció partisana en el nord d'Itàlia, i el final de la República de Va salar. Després del cessament de les hostilitats al juny, va començar un període de reestructuració de la força aèria que va culminar amb el referèndum del 2 de juny de 1946 fruit del qual va obtenir el seu actual nom de Aeronautica Militare.

### Postguerra, Guerra Freda i finals del segle XX
Durant la segona meitat del segle xx, amb el món dividit en dos per la Guerra Freda, l'Aeronautica Militare va ser modernitzada perquè servís d'oposició als països de l'Est europeu i perquè pogués complir les comeses assignades per l'OTAN. Així, van ser nombrosos els avions nord-americans rebuts en les dècades 1940-50 sota el marc d'acords bilaterals de cooperació i desenvolupament: P-51 Mustang, P-47 Thunderbolt, F-84G, F-86I.
En dècades posteriors la indústria aeronàutica italiana va ser l'encarregada de modernitzar a l'Aeronautica Militare amb nombrosos projectes, molts d'ells conjunts amb països europeus: Fiat G91, Aermacchi MB326, Aeritalia G222; i més recentment els avions Panavia Tornat, AMX International AMX i Eurofighter Typhoon.

## En l'actualitat
Es pot considerar a l'Aeronautica Militare com una de les més potents del mediterrani des del punt de vista quantitatiu i qualitatiu. Les seves aeronaus més modernes inclouen caces Eurofighters EF-2000, caces bombarders Tornado IDS/ECR i entrenador avançat M-346. El nombre d'efectius en servei ronda els 50.000.

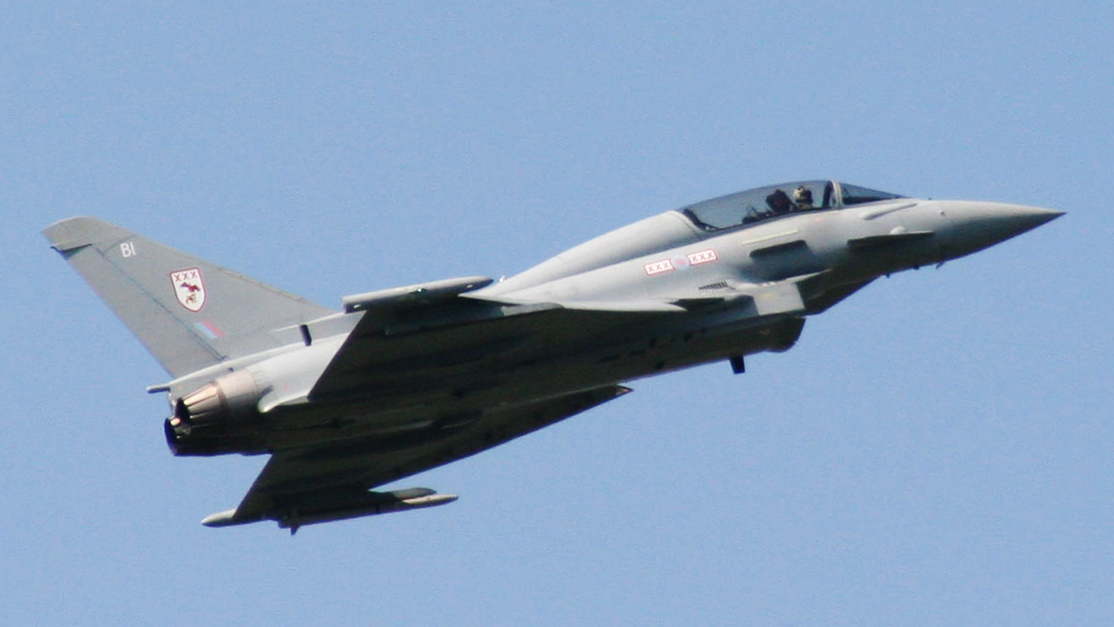
EF-2000, projecte conjunt de diversos països europeus.

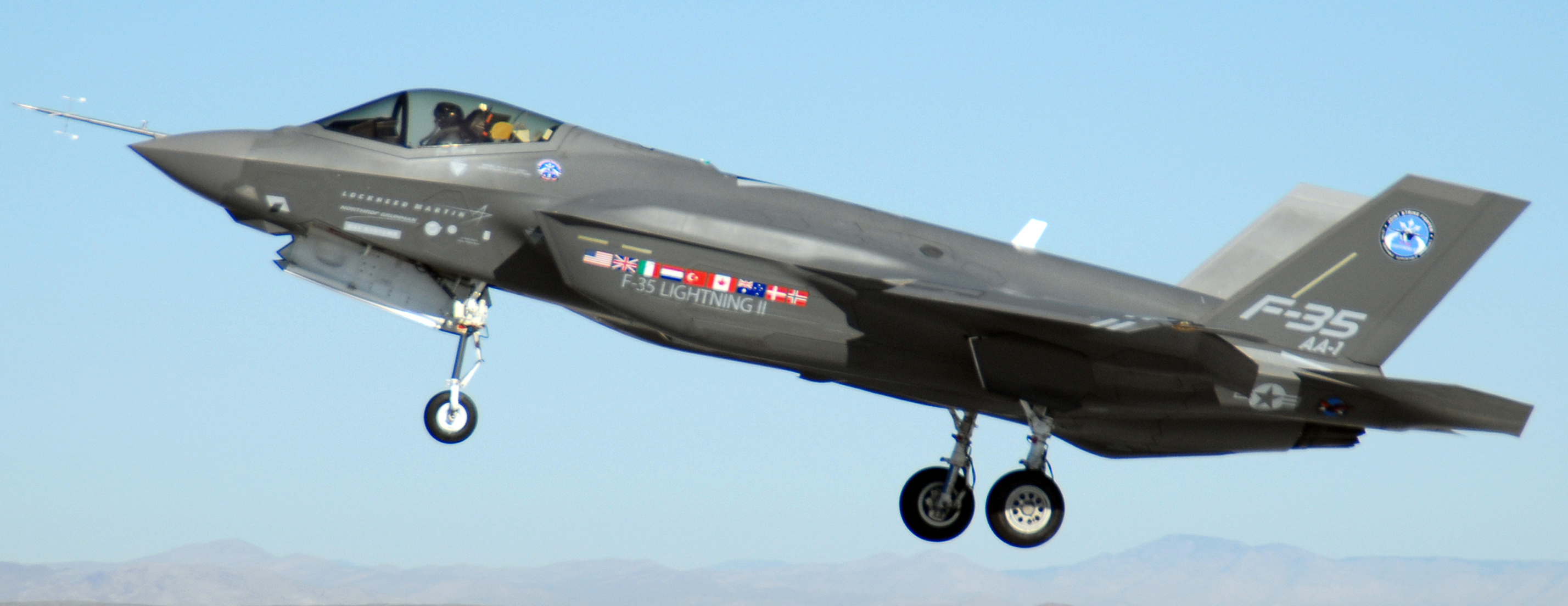
Lockheed Martin F-35 Lightning II.

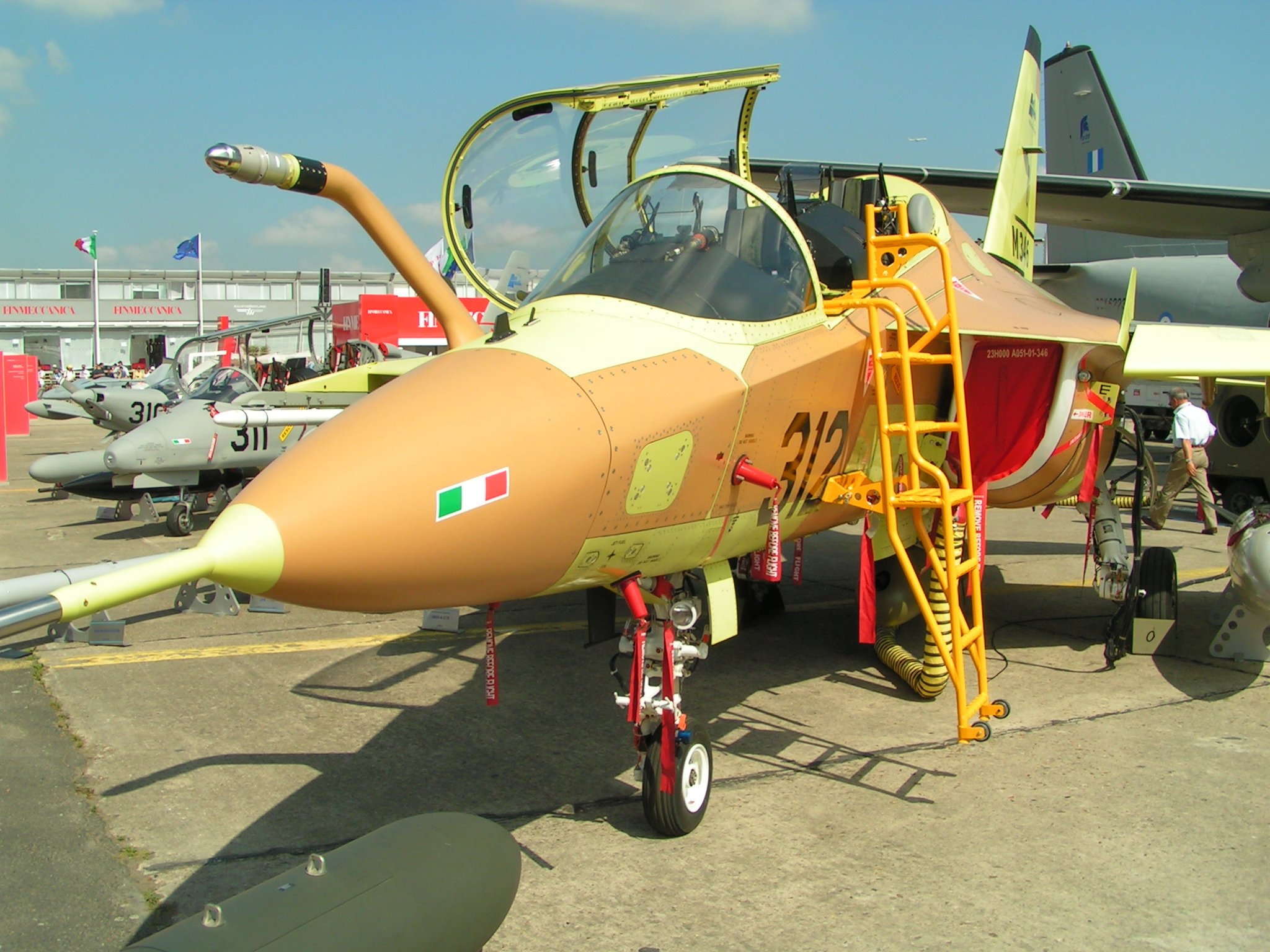
Aermacchi M-346 d'entrenament avançat.

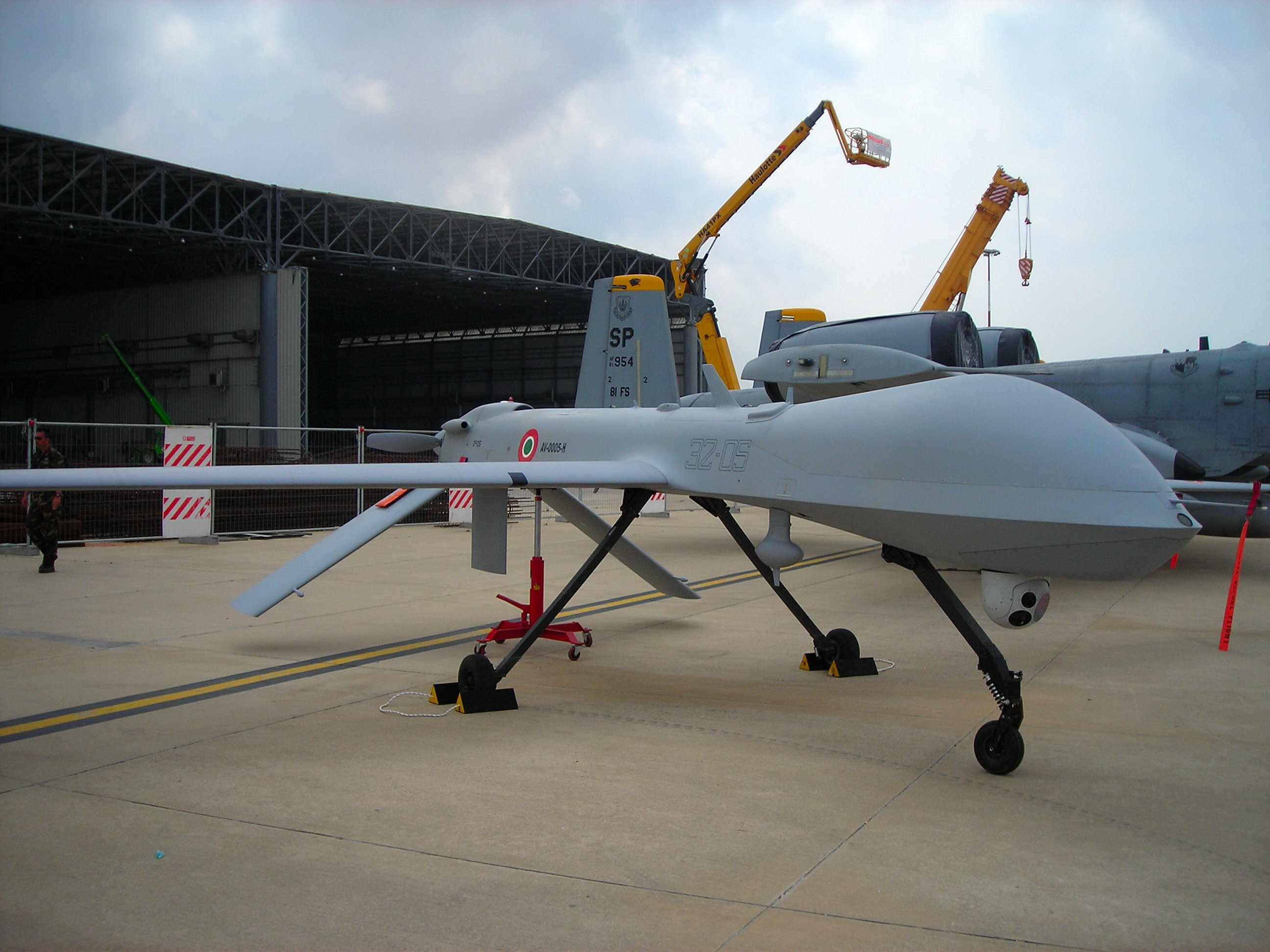
General Atomics MQ-1 Predator.

| Aeronau                                  | Nombre en servei | Estatus                            | Comès                              |
| ---------------------------------------- | ---------------- | ---------------------------------- | ---------------------------------- |
| Aermacchi MB-339A                        | 70               | Actiu                              | Entrenament, atac lleuger          |
| Aermacchi MB-339PA                       | 15               | Actiu                              | Acrobàtic, entrenament             |
| Aermacchi MB-339CD-1                     | 15               | Actiu                              | Entrenament, atac lleuger          |
| Aermacchi MB-339CD-2                     | 15               | Actiu                              | Entrenament, atac lleuger          |
| Siai Marchetti SF-260AM                  | 45               | En substitució                     | Entrenament                        |
| Aermacchi SF-260EM                       | 30               | Rebent-se                          | Entrenament                        |
| Siai Marchetti S.208M                    | 45               | En substitució                     | Transporti                         |
| Eurofighter Typhoon T2                   | 21               | Rebent-se                          | Caça                               |
| Eurofighter Typhoon T1                   | 75               | En servei                          | Caça, entrenament                  |
| Lockheed Martin F-35 Lightning II        | 0                | 75 esperats: 60(F-35A) + 15(F-35B) | Caça polivalent furtiu             |
| AMX International AMX                    | 65               | Actiu                              | Atac a terra (CAS)                 |
| Panavia Tornado IDS / IT - ECR           | 94               | Actiu                              | Caça bombarder                     |
| Alenia C-27J Spartan                     | 12               | Actiu                              | Transport                          |
| Lockheed Martin C-130J Super Hercules    | 12               | Actiu                              | Transport                          |
| Lockheed Martin C-130J-30 Super Hercules | 10               | Actiu                              | Transport                          |
| Boeing KC-767A                           | 4                | Actiu                              | Transport, reabastecimiento en vol |
| General Atomics RQ-1A Predator           | 5                | Actiu                              | Vigilància                         |
| Sikorsky HH-3F                           | 35               | Actiu                              | Rescat aeri                        |
| Sikorsky SH-3D/TS                        | 2                | Actiu                              | Transport VIP                      |
| Piaggio Aero P.180 Avanti                | 18               | Actiu                              | Transport VIP, entrenament         |
| Piaggio Aero P-166 DL3                   | 6                | Actiu                              | Transport                          |
| Breguet Br.1150 Atlantique               | 18               | Actiu                              | Lluita antisubmarina (ASW)         |
| Dassault Falcon 50                       | 4                | Actiu                              | Transport VIP                      |
| Dassault Falcon 900EX                    | 5                | Actiu                              | Transport VIP                      |
| Airbus A.319 CJ                          | 3                | Actiu                              | Transport VIP                      |
| Agusta Bell AB212AM                      | 35               | Actiu                              | Rescat aeri                        |
| Hughes NH500I                            | 50               | Actiu                              | Entrenament, rescat aeri.          |